# Vasili Yefrémov
Vasili Serguéyevich Yefrémov (en ruso: Васи́лий Серге́евич Ефре́мов; Tsaritsin, Imperio ruso, 14 de enero de 1915 – Kiev, Unión Soviética, 19 de agosto de 1990)  fue un aviador militar soviético que combatió en la Segunda Guerra Mundial en la Fuerza Aérea Soviética. En el curso de dicho conflicto recibió dos veces el título de Héroe de la Unión Soviética. Después de la guerra permaneció en la fuerza aérea hasta 1960 cuando se retiró del servicio activo. Falleció en Kiev en 1990.

## Biografía

### Infancia y juventud
Vasili Yefrémov nació el 14 de enero de 1915 en el seno de una familia de clase trabajadora en la localidad de Tsaritsin, en la gobernación de Sarátov del Imperio ruso (actualmente la ciudad de Volvogrado en Rusia). En 1929 después de completar su séptimo grado en la escuela de su localidad natal, pasó a estudiar en una escuela de oficios, donde se graduó en 1932. Luego , entre 1932 y 1934, trabajó como electricista en una fábrica de carpintería en Stalingrado hasta ingresar en el Ejército Rojo en 1934. Después de graduarse en la Escuela de Pilotos de Aviación Militar de Stalingrado, en noviembre de 1937, se convirtió en piloto en el 33.º Regimiento de Aviación de Bombarderos de Alta Velocidad, que más tarde pasó a llamarse 10.º Regimiento de Aviación de Bombarderos de la Guardia. Allí, entre febrero y marzo de 1940, realizó varias misiones de combate con el bombardero ligero Túpolev SB durante la Guerra de Invierno.

### Segunda Guerra Mundial
En junio de 1941, cuando la Alemania nazi invadió la Unión Soviética, Yefrémov ya había sido ascendido a comandante de vuelo. En los primeros días de la guerra, voló en el obsoleto bombardero ligero Túpolev SB. A pesar de eso, durante su primera salida en junio de 1941, su navegante derribó un caza enemigo; sin embargo, el 10 de julio fue derribado cerca de la ciudad de Korostýsiv (Ucrania) por lo que la tripulación del avión se vio obligada a saltar en paracaídas, después él y el resto de su tripulación se unieron a un grupo de soldados soviéticos en retirada y finalmente regresaron a salvo a territorio amigo, aunque el navegante resultó herido. Para principios de septiembre, Yefrémov ya había realizado un total de 39 salidas de combate.
Durante la batalla de Stalingrado, realizó casi 200 misiones sobre territorio enemigo, a menudo realizando varias en un día, lo que resultó en la destrucción de cinco trenes, quince vehículos de carga, once aviones y otros equipos. Durante un bombardeo de un cruce en el río Don el 23 de agosto de 1942, permaneció sobre el área objetivo durante tres horas a pesar del fuerte fuego antiaéreo enemigo y atacó a las tropas alemanas que intentaban reconstruir el puente. Esa noche realizó tres salidas. Solo en noviembre de ese mismo año, realizó veinticuatro incursiones y eliminó diez tanques y cinco trenes, además de otros objetivos. El 3 de febrero de 1943, fue nominado para recibir el título de Héroe de la Unión Soviética por haber realizado 293 misiones; para entonces era comandante de escuadrón. El 1 de mayo de 1943, recibió finalmente el título.
Mientras volaba principalmente en el bombardero Douglas A-20 Havoc de fabricación estadounidense, participó en numerosas  batallas aéreas en los enfrentamientos y ofensivas de Ucrania (1941), Kiev (1941), Vorónezh (1942), Stalingrado (1942-1943), en la batalla del Dniéper (1943), Níkopol-Krivói Rog (1944), Crimea (1944), Vítebsk, Minsk y Vilnus (estas tres últimas parte de la más amplia operación Bagratión) y Kaunas (1944), durante estos enfrentamientos fue alcanzado por fuego enemigo tres veces, viéndose obligado a realizar un aterrizaje de emergencia en el bombardero SB y dos en el A-20B. Después de haber sumado 320 misiones de combate, fue nominado para una segunda Estrella de Oro de Héroe de la Unión Soviética, finalmente, el 24 de agosto de 1943, recibió su segundo título. Cuando dejó el frente en el otoño de 1944 para asistir a la Academia de la Fuerza Aérea de Mónino, había realizado un total de 350 salidas volando en bombarderos SB, Ar-2 y A-20, durante los cuales su tripulación derribó cuatro aviones enemigos.

### Posguerra
En el otoño de 1944, se retiró del frente de batalla para estudiar en la Academia de la Fuerza Aérea en Mónino (cerca de Moscú) donde se graduó en mayo de 1949, después de completar sus estudios se convirtió en subcomandante del 277.º Regimiento de Aviación de Bombarderos. Desde julio de 1950 hasta marzo de 1953, se desempeñó como subcomandante del 668.º Regimiento de Aviación de Bombarderos, después se convirtió en el inspector de vuelo principal de las unidades de aviación de bombarderos del 48.º Ejército Aéreo, puesto que ocupó hasta agosto de ese mismo año, cuando fue transferido al 132.º División de Aviación de Bombarderos donde trabajó como piloto-inspector sénior.
De enero a junio de 1954 regresó al 277.º Regimiento como subcomandante. En junio de 1954, comenzó a trabajar en el 4.º Centro de Empleo de Combate, donde comenzó como inspector de vuelo sénior, para luego pasar a trabajar como piloto de pruebas y oficial de investigación. Llevó a cabo una serie de proyectos de investigación sobre el uso de los bombarderos a reacción Il-28 y Yak-28.
El 15 de octubre de 1967, durante la inauguración del conjunto monumental «A los Héroes de la Batalla de Stalingrado», en Volvogrado tuvo el honor de encender la llama eterna en la Plaza de los Combatientes Caídos en recuerdo y conmemoración de los soldados caídos durante la batalla de Stalingrado. En 1978 escribió sus memorias (tituladas Los escuadrones vuelan sobre el horizonte) sobre su participación en la guerra. Murió en Kiev el 19 de agosto de 1990 y fue enterrado en el complejo conmemorativo de la colina Mamáyev Kurgán en Stalingrado (Rusia).

## Condecoraciones

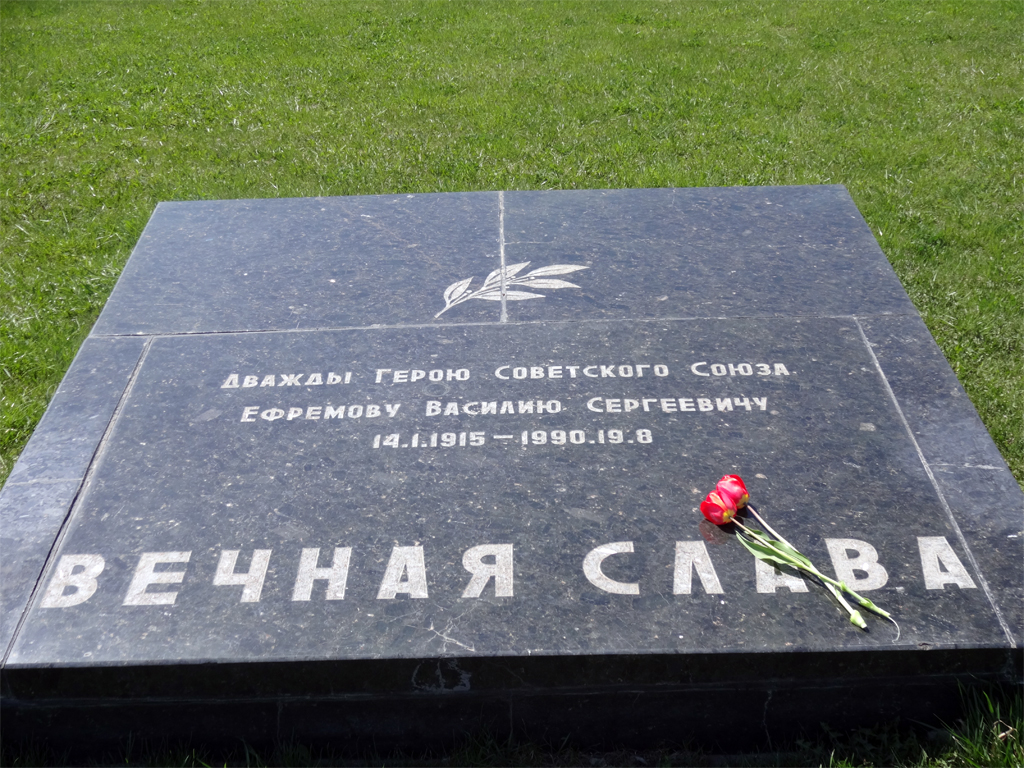
Placa conmemorativa en honor de Vasili Yefrémov en la colina Mamáyev Kurgán en Volvogrado (Rusia)

A lo largo de su carrera militar Vasili Yefrémov fue galardonado con las siguientes condecoraciones
- Héroe de la Unión Soviética, dos veces (1 de mayo de 1943 y 24 de agosto de 1943)
- Orden de Lenin, dos veces (30 de agosto de 1942 y 1 de mayo de 1943)
- Orden de la Bandera Roja (6 de noviembre de 1941)
- Orden de la Guerra Patria de 1.er grado, dos veces (21 de mayo de 1944 y 11 de marzo de 1985)
- Orden de la Estrella Roja, dos veces (6 de noviembre de 1941 y 15 de noviembre de 1950)
- Medalla por el Servicio de Combate (3 de noviembre de 1944)
- Medalla Conmemorativa por el Centenario del Natalicio de Lenin
- Medalla por la Defensa de Stalingrado
- Medalla por la Defensa de Kiev
- Medalla por la Victoria sobre Alemania en la Gran Guerra Patria 1941-1945
- Medalla Conmemorativa del 20.º Aniversario de la Victoria en la Gran Guerra Patria de 1941-1945
- Medalla Conmemorativa del 30.º Aniversario de la Victoria en la Gran Guerra Patria de 1941-1945
- Medalla Conmemorativa del 40.º Aniversario de la Victoria en la Gran Guerra Patria de 1941-1945
- Medalla de Veterano de las Fuerzas Armadas de la URSS
- Medalla del 30.º Aniversario de las Fuerzas Armadas de la URSS
- Medalla del 40.º Aniversario de las Fuerzas Armadas de la URSS
- Medalla del 50.º Aniversario de las Fuerzas Armadas de la URSS
- Medalla del 60.º Aniversario de las Fuerzas Armadas de la URSS
- Medalla del 70.º Aniversario de las Fuerzas Armadas de la URSS
- Medalla Conmemorativa del 800.º Aniversario de Moscú
- Medalla Conmemorativa del 1500.º Aniversario de Kiev
- Medalla por Servicio Impecable de 1.er grado